# Elli-Klasse
Die Elli-Klasse ist eine Klasse von Fregatten der Griechischen Marine, die zum Teil zunächst für die Königlich Niederländischen Marine als Kortenaer-Klasse gebaut worden war. Zwei der Schiffe wurden bereits 1981 an Griechenland verkauft, die übrigen folgten 1993 bis 2001.

## Geschichte
Die Fregatten wurden in den 1970er Jahren als Universalschiffe entworfen, um sowohl auf Bedrohungen von Flugzeugen, U-Boote und Kriegsschiffe reagieren zu können. Sie besaßen wie die meisten Fregattenentwürfe ihrer Zeit ein COGOG (Combined gas or gas)-Antriebssystem.
Die acht Schiffe der Bremen-Klasse der Bundesmarine, die zur gleichen Zeit gebaut wurden, stammen aus dem gleichen Entwurf und sind der Kortenaer-Klasse sehr ähnlich.
Insgesamt wurden zehn Schiffe von Royal Schelde in Vlissingen und zwei weitere von Wilton-Fijenoord in Rotterdam zwischen 1975 und 1982 gebaut. Davon wurden zwei bereits in der Bauphase an die Griechische Marine verkauft und in den Niederlanden durch zwei neue Schiffe der Jacob-van-Heemskerck-Klasse, die bessere Luftverteidigungsfähigkeiten besaßen, ersetzt. Der Vertrag für den Verkauf der ersten zwei Schiffe an Griechenland wurde am 15. September 1980 unterzeichnet, am 9. November 1992 folgte der Vertrag zum Kauf drei weiterer Schiffe aus dem Bestand der Niederländischen Marine.
Die letzten fünf Schiffe der Klasse gingen nach ihrer Außerdienststellung in den Niederlanden zwischen 2001 und 2004 ebenfalls an Griechenland.
Nach ihrer Übernahme wurden die Schiffe von der Griechischen Werft Hellenic Shipyards überholt, außerdem folgte eine Generalüberholung aller Schiffe bis 2009 bei der gleichen Werft.

## Technik
Die Fregatten der Elli-Klasse sind 130 Meter lang, 14,5 Meter breit und verdrängen bei einem Tiefgang von 4,4 Metern maximal 3800 Tonnen. Der Antrieb der Schiffe erfolgt durch ein COGOG-System, zwei Rolls-Royce Tyne RM1C Gasturbinen mit je 4.900 PS werden bei Marschfahrt bis 20 Knoten Geschwindigkeit eingesetzt, zwei Rolls-Royce Olympus TM3B Gasturbinen mit je 25.700 PS bringen die Schiffe auf ihre Höchstgeschwindigkeit von 30 Knoten. Die Reichweite beträgt 4700 Seemeilen bei 16 Knoten Marschgeschwindigkeit.
Die Bewaffnung besteht aus einem Oto Melara 76-mm-Kompaktgeschütz auf dem Vorderdeck. Für den Anti-Schiffseinsatz verfügen die Fregatten über zwei Vierfachstarter für RGM-84 Harpoon-Antischiffsraketen. Für den Einsatz gegen Luftziele befindet sich vor der Brücke ein Mk. 29-Achtfachstarter für RIM-7 Sea Sparrow-Luftabwehrraketen. Vier Torpedorohre für Mark 46 Leichtgewichtstorpedos ergänzen die Bewaffnung.
Im Hangar auf dem Achterdeck können zwei Westland Sea Lynx-Hubschrauber mitgeführt werden, im Friedenseinsatz befindet sich jedoch nur ein Hubschrauber an Bord.
Ein LW 08 Long Range Air Surveillance Radar sowie ein WM25-Such- und Verfolgungsradar liefern die Daten für das 	SEWACO II-EDV-System mit Link 11-Datenverbindung und Satellitenkommunikation. Ein Scout-Navigationsradar unterstützt die Navigation des Schiffes. Ein Westinghouse AN/SQS-509-Bugsonar ermöglicht die Ortung von Unterwasserzielen.
In Griechenland wurden die Schiffe generalüberholt und erhielten als Ersatz für das Goalkeeper-Nahbereichsverteidigungssystem das amerikanische Phalanx CIWS. Bei den ersten zwei Schiffen, Ellis 
und Limnos, wurden zwei, bei den anderen nur ein Phalanx CIWS eingebaut. Weitere Verbesserungen betrafen die Kommunikations-, Radar- und Kampfführungssysteme. Zudem wurden die Kontrollsysteme für die Maschine erneuert.

## Einheiten
| Schiff                                  | Namensgeber            | Bauwerft         | Kiellegung         | Stapellauf         | Indienststellung (Griechenland) | Vorheriger Name (Niederlande) |
| --------------------------------------- | ---------------------- | ---------------- | ------------------ | ------------------ | ------------------------------- | ----------------------------- |
| F450 Elli (ΕΛΛΗ)                        | Schlacht von Elli      | Royal Schelde    | 1. Juli 1977       | 15. Dezember 1979  | 10. Oktober 1981                | Pieter Florisz (geplant)      |
| F451 Limnos (ΛΗΜΝΟΣ)                    | Seeschlacht von Limnos | Royal Schelde    | 13. Juni 1978      | 27. Oktober 1979   | 18. September 1982              | Witte de With (geplant)       |
| F-462 Koundouriotis (Κουντουριώτης)     | Pavlos Koundouriotis   | Royal Schelde    | 8. April 1975      | 18. Dezember 1976  | 15. Dezember 1997               | F807 Kortenaer                |
| F-459 Adrias (Αδριάς)                   | Stadt Adria            | Royal Schelde    | 30. Juni 1975      | 26. März 1977      | 30. März 1994                   | F808 Callenburgh              |
| F-461 Navarinon (Ναυαρίνον)             | Schlacht von Navarino  | Royal Schelde    | 2. September 1975  | 16. April 1977     | 1. März 1995                    | F809 Van Kinsbergen           |
| F-460 Aegaeon (Αιγαίον)                 | Ägäisches Meer         | Royal Schelde    | 25. Februar 1976   | 30. September 1978 | 14. Mai 1993                    | F810 Banckert                 |
| F-465 Themistokles (Θεμιστοκλής)        | Themistokles           | Wilton-Fijenoord | 1. Oktober 1977    | 11. August 1979    | 24. Oktober 2003                | F823 Philips van Almonde      |
| F-466 Nikiforos Fokas (Νικηφόρος Φωκάς) | Nikephoros II.         | Wilton-Fijenoord | 1. Mai 1978        | 15. November 1980  | 19. November 2004               | F824 Bloys van Treslong       |
| F-464 Kanaris (Κανάρης)                 | Konstantinos Kanaris   | Royal Schelde    | 16. September 1979 | 16. Mai 1981       | November 2002                   | F825 Jan van Brakel           |
| F-463 Bouboulina (Μπουμπουλίνα)         | Laskarina Bouboulina   | Royal Schelde    | 21. Januar 1981    | 8. Mai 1982        | 14. Dezember 2001               | F826 Pieter Florisz           |

## Bilder

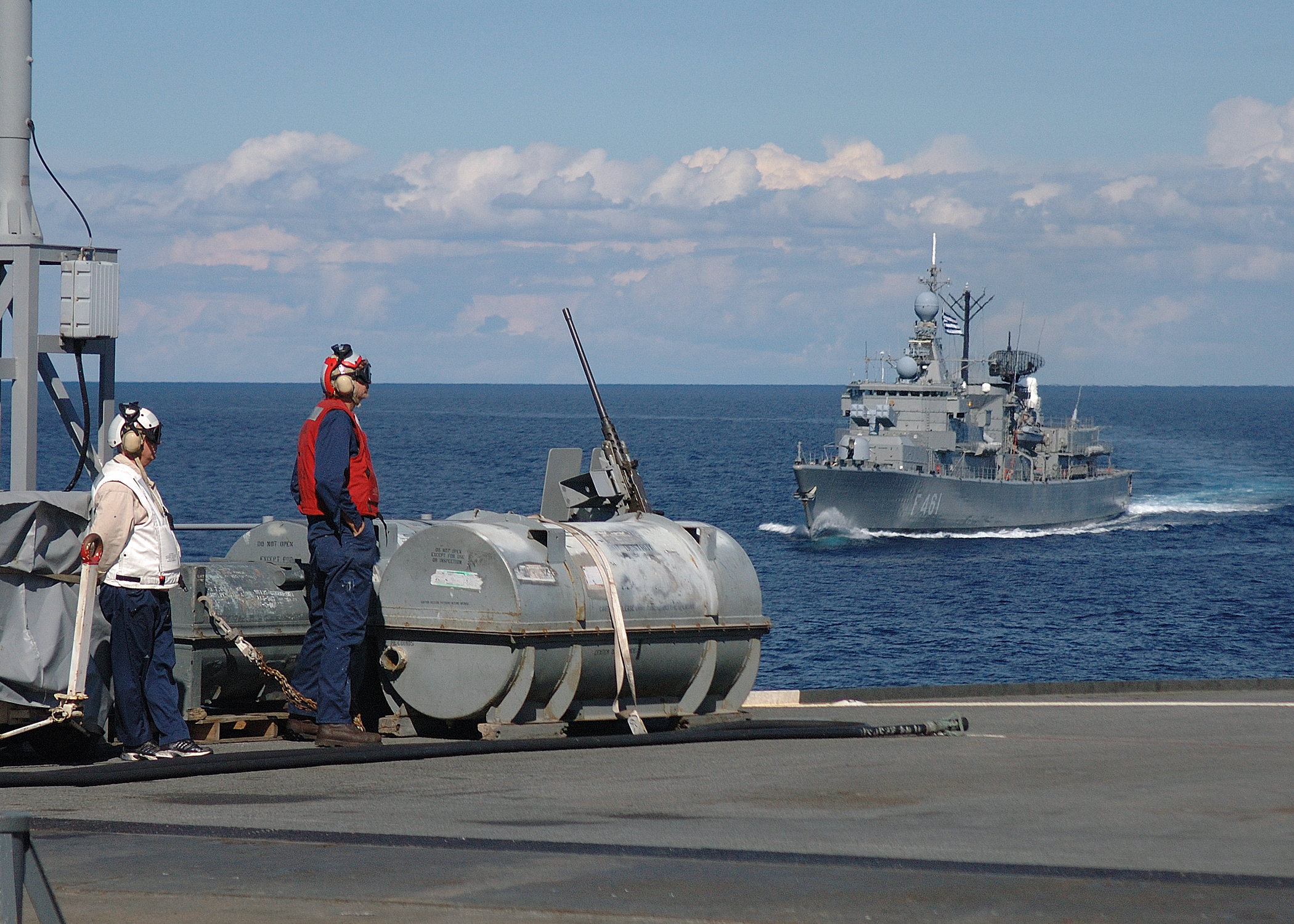
F-461 Navarinon bei der USS Mount Whitney (LCC-20), 2005
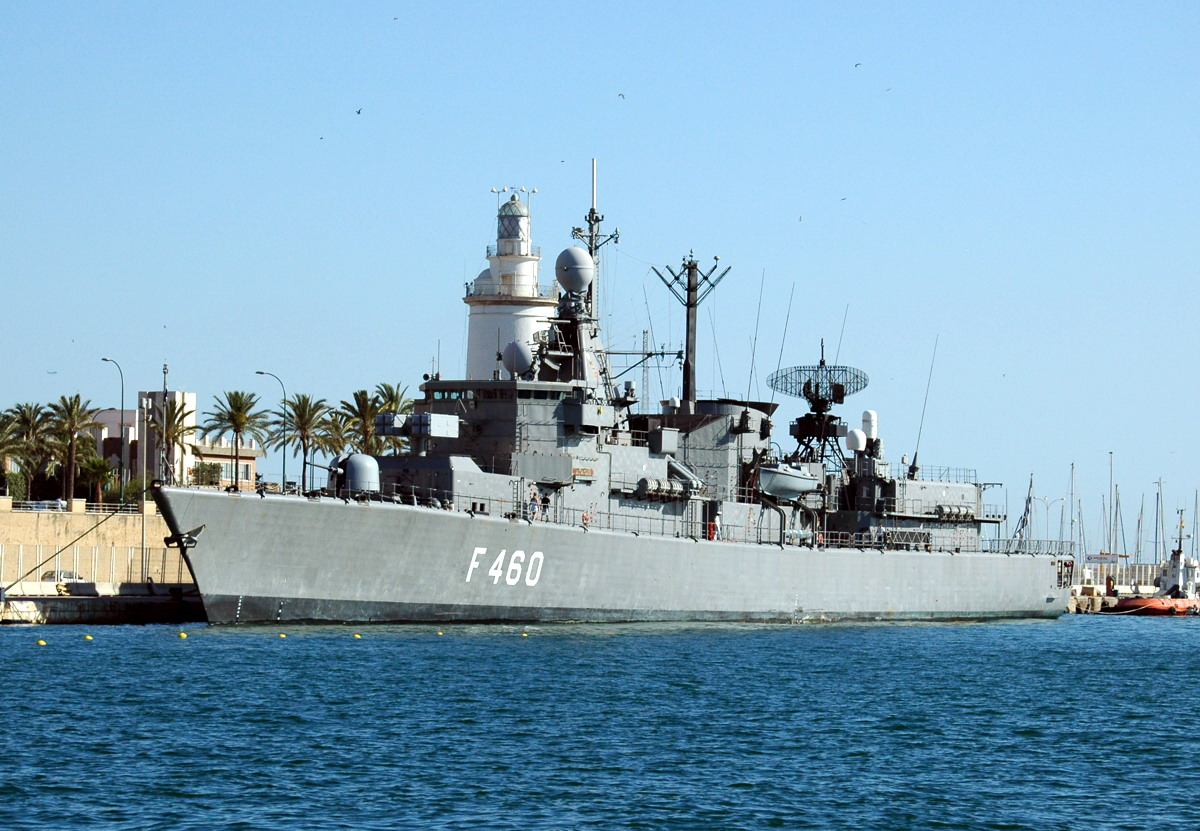
F-460 Aegaeon
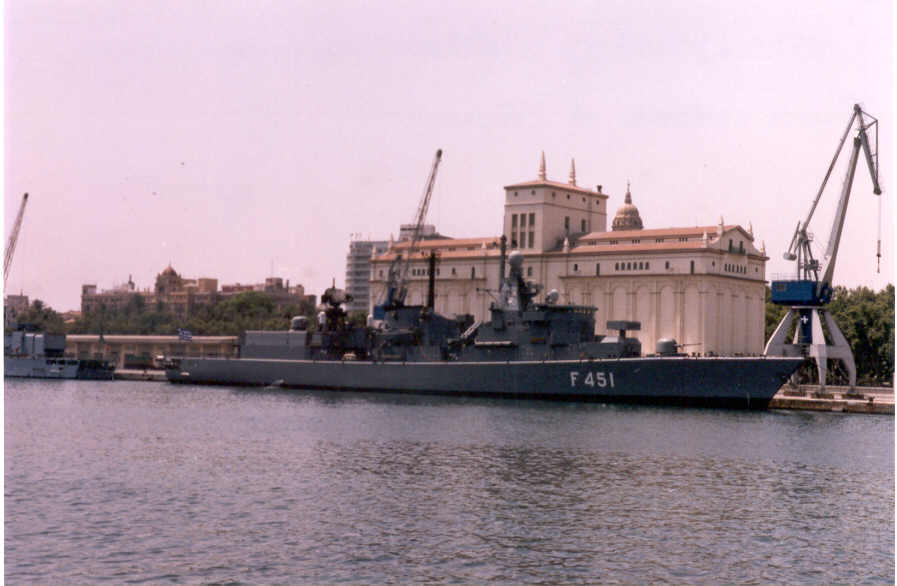
F-451 Lymnos
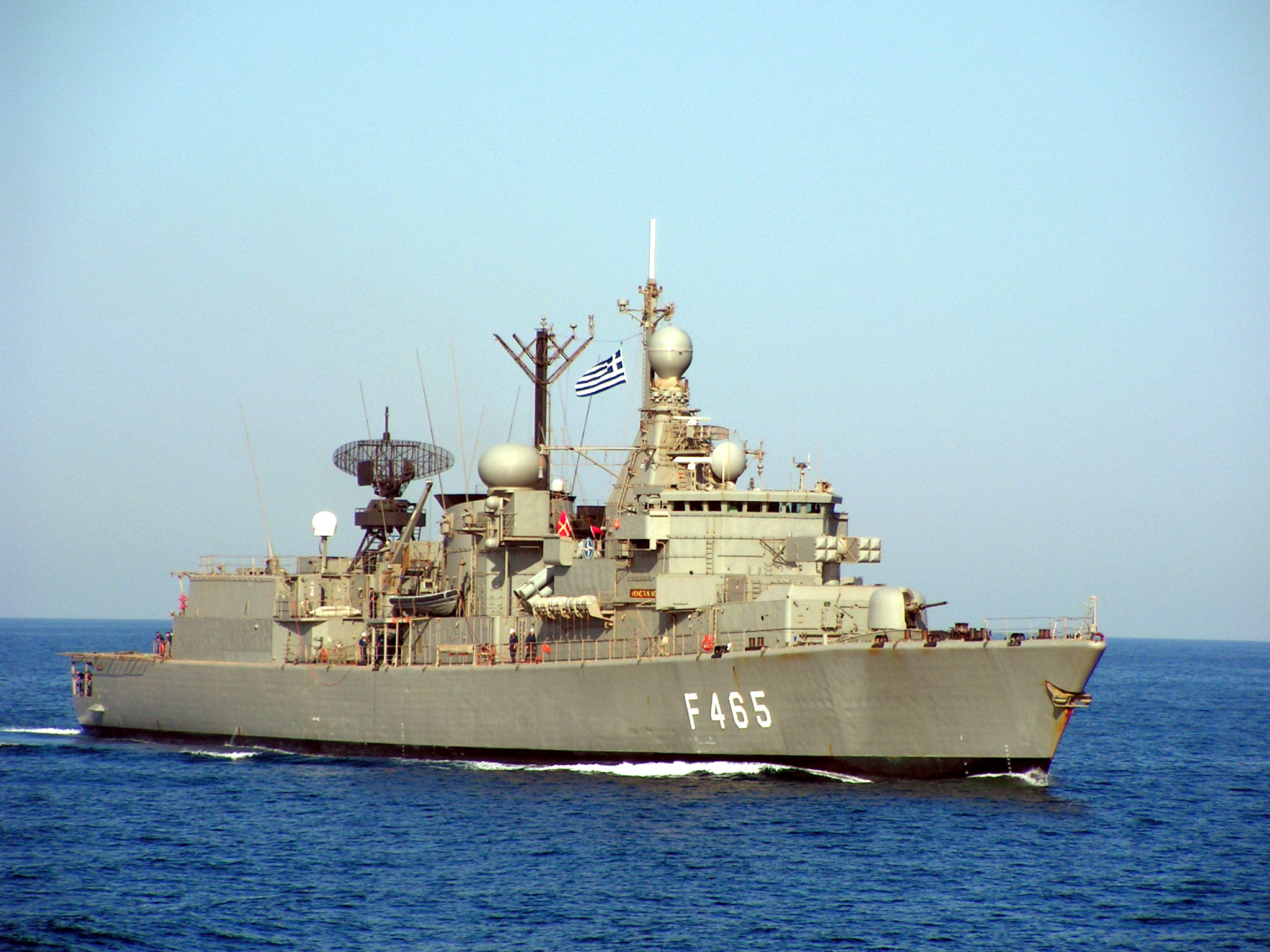
F-465 Themistocles